# 长沙城墙
长沙城墙，或天心阁古城墙，位于中国湖南省长沙市。长沙城墙于1923年至1924年间拆除，仅余天心阁及附近约251米的墙段。1993年4月，天心阁古城墙被列为湖南省文物保护单位。2013年3月5日，天心阁古城墙被列入第七批全国重点文物保护单位。

## 总体结构
长沙城墙周长8.7公里，共有13座城门，分别为北门（湘春门）、兴汉门、经武门、小吴门、浏阳门、黄道门（南门）、学宫门、小西门、太平门、大西门、福星门、潮宗门、通泰门。

## 历史
1923年，长沙市政公所下设的马路工程处成立，长沙古城墙开始拆除。到1924年，除了天心阁附近墙段外，长沙城墙基本拆除。